# Daniela Szymańska

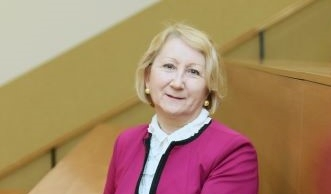
Daniela Szymańska

Daniela Wanda Szymańska ist eine polnische Sozial- und Wirtschaftsgeografin, Professorin der Geowissenschaften im Bereich Geographie. Sie ist u. a. spezialisiert auf städtische Siedlungsprozesse und -strukturen in Polen und weltweit sowie auf Bevölkerungsfragen und die nachhaltige Entwicklung von Städten und Regionen (darunter ökologische Entwicklung, Smart Cities).

## Akademische Tätigkeit
Im Jahr 1976 schloss Szymańska ihr Magisterstudium an der Nikolaus-Kopernikus-Universität (UMK) ab. 1983 erhielt sie ihren Doktortitel. Die Habilitierung folgte 1992, und im Jahr 2009 erlangte sie den Professortitel.
Von 1975 (4. Studienjahr) bis heute ist sie beruflich an der Nikolaus-Kopernikus-Universität, Fakultät für Geowissenschaften und Raummanagement tätig. Sie war auch Dozentin am Postgraduierten-Studienzentrum für Umweltforschung, an der Toruń School of Management (Teil der Fakultät für Wirtschaftswissenschaften) und am Postgraduierten-Studienzentrum für Regionalpolitik der Fakultät für Geschichtswissenschaften. Parallel zu ihrer Tätigkeit an der Nikolaus-Kopernikus-Universität arbeitete sie von 1992 bis 1994 an der Universität Stettin, wo sie den Aufbau der sozialwirtschaftlichen Geografie an der Fakultät für Naturwissenschaften unterstützte. In den Jahren 1995–1998 war sie außerdem als leitende Fachkraft im Regionalbüro für Raumplanung in Toruń tätig. Von 1996 bis 999 war sie Prodekanin der Fakultät für Biologie und Geowissenschaften an der Nikolaus-Kopernikus-Universität in Toruń. In der Amtszeit 2012–2016 wurde sie in den Senat der Nikolaus-Kopernikus-Universität gewählt. Sie hat 10 Doktoranden promoviert, von denen 5 der akademische Grad Dr. habil. verliehen wurde (einer erlangte im Jahr 2023 den Titel eines Professors). Sie hat 374 Masterabschlüsse (darunter 33 Masterabschlüsse in Soziologie) gefördert.
Sie absolvierte Forschungspraktika am Institut für Geografie der Polnischen Akademie der Wissenschaften in Warschau, an der Universität Ostrava, in Berlin, Riga, Vilnius, an der M.-Lomonossow-Universität in Moskau, am Institut für Geografie der Russischen Akademie der Wissenschaften in Irkutsk, an der Universität Greifswald, in Tartu, Tiflis und Eriwan sowie an der School of Geography University of Leeds, UK.

## Publikationen
Daniela Szymańska ist Gründerin und Chefredakteurin der wissenschaftlichen Zeitschrift Bulletin of Geography. Socio-economic Series, die u. a. in SCOPUS und Web of Science indexiert ist.

## Organisatorische Aktivitäten
Sie ist Initiatorin und seit 1997 Mitveranstalterin der internationalen wissenschaftlichen Konferenz Man-City-Nature.

## Soziale Aktivitäten
Sie war Mitglied des Öffentlichen Beirats für die Entwicklungsstrategie der Woiwodschaft Kujawien-Pommern, sie ist Mitglied der Kommission für die Entwicklungsstrategie der Stadt Toruń, seit 2010 ist sie Vorsitzende des Programmrates für die Umsetzung der Strategie zur Entwicklung des Tourismus in der Stadt Toruń (fünfte Amtszeit 2023–2025).

## Mitgliedschaft in wissenschaftlichen Ausschüssen
Szymańska ist Mitglied verschiedener wissenschaftlicher Ausschüsse der Polnischen Akademie der Wissenschaften, unter anderem war/ist sie Mitglied des Ausschusses für Geowissenschaften der Polnischen Akademie der Wissenschaften (2016–2019, 2024–2027), Mitglied des Wissenschaftlichen Rates des Instituts für Geografie und Raumplanung der Polnischen Akademie der Wissenschaften (Amtszeit 2019–2022); członkiem Komitetu Nauk Demograficznych PAN (od kadencji 1996–1998 do chwili obecnej i na kadencję 2024–2027), członkiem Komitetu Prognoz "Polska 2000 Plus" przy Prezydium PAN (2015–2018) Mitglied des Ausschusses für Demografiewissenschaften der Polnischen Akademie der Wissenschaften (ab der Amtszeit 1996–1998 und auch für die Amtszeit 2024–2027), Mitglied des Prognosekomitees „Polen 2000 Plus“ am Präsidium der Polnischen Akademie der Wissenschaften (2015–2018), Mitglied der Arbeitsgruppen des Komitees für Landesraumplanung der Polnischen Akademie der Wissenschaften (1993–1995 – Mitglied der Arbeitsgruppe Ausbildung von Fachkräften für Raumentwicklung und territoriale Verwaltung; 1996–1998 – Mitglied der Arbeitsgruppe für Regional- und Raumpolitik; 1999–2002 – Mitglied der Arbeitsgruppe für Regional- und Raumpolitik in Polen und Europa). Seit 1974 ist sie Mitglied der Polnischen Geographischen Gesellschaft.

## Auszeichnungen und Ehrenzeichen
- Goldenes Ehrenzeichen der Polnischen Geographischen Gesellschaft (1996)
- Silbernes Verdienstkreuz (1998)
- Medaille der Kommission für national Bildung (2000)
- Goldene Medaille für langjährige Dienste (2008)
- Medaille der Polnischen Geographischen Gesellschaft (2020)

## Wichtigste Veröffentlichungen
- New Towns in regional development, Wydawnictwo Naukowe UMK, Toruń 1993. ISBN 83-231-0364-X
- Urbanizacja na świecie/Die Urbanisierung in der Welt, Wydawnictwo Naukowe PWN, Warszawa 2008. ISBN 83-01-15127-7
- Geografia osadnictwa/Siedlungsgeografie, Wydawnictwo Naukowe PWN, Warszawa 2013. ISBN 978-83-01-17357-9
- Inteligentne miasta/Smart Cities, Wydawnictwo Naukowe PWN, Warszawa 2023. ISBN 978-83-01-23093-7